# Michael Steinbach
Pour les articles homonymes, voir Steinbach.
Michael Steinbach est un rameur allemand né le 3 septembre 1969 à Überlingen. 

## Biographie
Michael Steinbach a remporté la médaille d'or en quatre de couple avec ses coéquipiers allemands André Willms, Andreas Hajek et Stephan Volkert aux Jeux olympiques d'été de 1992 à Barcelone, et avec André Steiner.